# Eupithecia accurata
Eupithecia accurata är en fjärilsart som beskrevs av Otto Staudinger 1892. Eupithecia accurata ingår i släktet Eupithecia och familjen mätare. Inga underarter finns listade i Catalogue of Life.